# The Miss Firecracker Contest
The Miss Firecracker Contest est une pièce de théâtre de Beth Henley créée en 1980 au Victory Theater de Los Angeles.

## Argument
L'été, dans la ville rurale de Brookhaven (Mississippi), Carnelle Scott se prépare pour concours de Miss Firecracker, un concours de beauté qui a lieu chaque année le Jour de l'Indépendance.

## Accueil
Alvin Klein pour le New York Times qualifie la pièce de poignante.

## Adaptation
Une adaptation de la pièce en film a été réalisée par Thomas Schlamme en 1989.